# Santiago Roel Melo
Santiago Roel Melo (Monterrey, Nuevo León, 24 de noviembre de 1885 - ibídem, 19 de enero de 1957) fue un destacado abogado, político, escritor e historiador mexicano.

## Biografía
Nació en Monterrey, Nuevo León, el 24 de noviembre de 1885, siendo hijo de Secundino Roel Moncayo y de María Melo Schiaffino. Quedó huérfano de madre en su primera infancia junto con sus dos hermanos María y Faustino. Realizó sus estudios primarios en la escuela del profesor Adolfo Viand y después en la del profesor Ruperto Rocha; posteriormente realizó sus estudios secundarios y de preparatoria en el Colegio Civil. Fue en esa época que en 1899, a los 14 años de edad, fundó la agrupación estudiantil "Sociedad Científico Literaria José Eleuterio González", en la cual demostró su admiración hacia Gonzalitos y un espíritu de investigación histórica.
Fue dos años alumno de la Escuela de Jurisprudencia, donde las actividades políticas contra la dictadura de Porfirio Díaz, y su participación en las campañas de oposición al entonces Gobernador del Estado de Nuevo León, General Bernardo Reyes, dieron pie a ser expulsado. El 2 de abril de 1903 junto con su padre Secundino Roel y un grupo de manifestantes entre los que se encontraban Antonio de la Paz Guerra y Galdino P. Quintanilla se lanzaron por las calles de Monterrey, protestando por los abusos del "Reyismo". Llevaban en sus manos una bandera de raso, bordada con solo dos palabras "SUFRAGIO EFECTIVO". Arteramente fueron baleados frente al Palacio Municipal de Monterrey por las fuerzas represoras, hiriendo a su padre Secundino Roel, que fue rescatado por su hijo, Santiago Roel Melo. El haber participado en esta protesta causó la expulsión de Santiago y la de varios de sus compañeros por el año de 1903. Junto con ellos abandonaros las aulas, por solidaridad, la mayor parte de los estudiantes de Jurisprudencia, quedando únicamente once. Formaron un equipo de autodidactas, dedicándose con empeño al estudio de Derecho, a la vez que la difusión de sus ideales políticos.
Sus comienzos de escritor combativo aparecen en el semanario de 1903, Redención. Los de historiador en el periódico Renacimiento, que funda con Antonio De la Paz Guerra, de la revista Renacimiento en 1904. Es en Renacimiento (primeramente semanario que después se convirtió en diario y teniendo su última publicación en 1910), que establece su estilo característico; veraz, valiente, patriota, idealista, liberal, con afán de justicia.
En 1906 bajo el seudónimo de "Un Estudiante" publica su folleto "Juárez", refutando la obra de Francisco Bulnes. Además de esta obra periodística, y de sus numerosos discursos políticos, colaboraba con artículos frecuentes en el semanario La Constitución, que atacaba los sistemas de la administración gubernamental del General Reyes.
En medio de esta lucha política, el grupo de exiliados de la escuela de Jurisprudencia, con el apoyo de algunos maestros prosigue sus estudios. Roel Melo presenta a título de suficiencia su examen profesional de abogado, los días 19 y 21 de diciembre de 1907. El 31 de julio de 1910 contrae nupcias con Concepción García Garza oriunda de Montemorelos, N.L.
En 1919 fue fundador de la Logia Socialista "Independencia". Siendo Síndico del Ayuntamiento de Monterrey en 1912, publica los Partes oficiales relativos a la Batalla del 5 de Mayo, que incluyen un apunte biográfico de Ignacio Zaragoza.
Diputado suplente al Congreso Constituyente Local en 1917, síndico primero en el Cabildo Municipal de 1916-1917. En 1918 diputado federal. En 1928 senador suplente y miembro del ateneo de Ciencia y Artes de México. 
En 1938 publica la primera edición de Nuevo León.  Apuntes Históricos. El 17 de mayo de 1942 fue uno de los fundadores de la Sociedad Nuevoleonesa de Historia, Geografía y Estadística. A principios de 1943, el Gobernador del Estado, general Bonifacio Salinas Leal, llamó a Roel Melo para que en compañía de Carlos Pérez Maldonado, José P. Saldaña y Héctor González, integraran una comisión que elaborara el escudo heráldico para el Estado de Nuevo León. Quedando este como escudo oficial, con el decreto número 47 del 12 de junio de 1943.

## Obra
- Juárez. Refutación al libro de Don Francisco Bulnes por un estudiante (1904)
- Partes oficiales relativos a la batalla del 5 de mayo (1912)
- El sufragio proporcional (1913)
- La representación proporcional (1920)
- La Batalla del 5 de Mayo (1920)
- Gral. Lázaro Garza Ayala. Apuntes biográficos de su vida militar (1926)
- La ley Federal del Trabajo y breves comentarios (1931)
- Dr. José Eleuterio González. Apuntes biográficos (1938)
- Nuevo León. Apuntes históricos (doce ediciones, 1938-1977)
- Hagamos de la Fraternidad el grito de Guerra (1941)
- Rasgos biográficos de Fray Servando Teresa de Mier Noriega y Guerra (1942)
- Correspondencia perticular de don Santiago Vidaurri. Gobierno de Nuevo León (1855-1864) (1946)
- Memorias de Fray Servando. Escritas por él mismo en las cárceles de la Inquisición de la Ciudad de México en el año de 1819 (1947)
- Tertium organum (1947)
- Mariano Escobedo. Polémica Santiago Roel-Pedro Velázquez Reyes (1952)
- Malinchismo nacional (1955)